# Bernard Minier
Bernard Minier (* 26. srpna 1960, Béziers, Francie) je francouzský spisovatel.

## Život a dílo
Vyrůstal na jihozápadě Francie, své dětství strávil v Pyrenejích. Studoval na univerzitě v Toulouse, odkud pochází také hlavní hrdina jeho thrillerů Martin Servaz. Více než dvacet let žije nedaleko Paříže, je ženatý, má dvě děti a psaní se věnuje na plný úvazek.
Jeho první román Mráz (Glacé, 2011) byl přeložen do několika světových jazyků včetně angličtiny a největší úspěch zaznamenal především ve Francii a Německu. Mráz se ve Francii stal ihned po vydání bestsellerem, s prodejem přes 300 tisíc kusů také knižní senzací roku 2012 a získal prestižní Crime Novel Price v Cognacu za rok 2012. Práva na knihu byla prodána do více než deseti zemí včetně USA a Německa. Britský týdeník The Sunday Times zařadil Mráz mezi 50 celosvětově nejlepších kriminálních románů za posledních pět let. Zahraniční média přirovnávají tíživou atmosféru knihy a postupně gradující příběh s razancí propracovaností knih s nesmrtelným Hannibalem Lecterem. V České republice vyšel tento román v nakladatelství XYZ v lednu 2015.
Další dva díly této série La Cercle, 2012 (česky vyšel jako Kruh, XYZ, 2015) a N´éteins pas la Lumiere, 2014 (česky vyšel jako Tma, 2016) měly ve světě také mimořádný ohlas. V roce 2017 vyšel jeho román Une putain d'histoire (česky Zkurvenej příběh). Čtvrté pokračování série s kriminalistou Martinem Servazem s názvem Nuit vyšlo v roce 2017 (česky Noc, vydalo v roce 2018 nakladatelství XYZ). Páté pokračování pojmenované Soeurs vyšlo česky jako Sestry v roce 2018, u nás 2019. Šestý díl La Vallée autor vydal v roce 2020 (česky Údolí, 2021). Poslední díl je sedmý z roku 2021 s názvem La Chasse (česky Lov, 2021)
V roce 2019 vydal román M, le bord de ľabîme (česky vyšel jako Na okraji propasti, 2020), kde se zaměřuje na možný nebezpečný vývoj umělé inteligence.